# 七峪乡
七峪乡，是中华人民共和国河北省保定市易县下辖的一个乡镇级行政单位。

## 行政区划
七峪乡下辖以下地区：
七峪村、石家庄村、武家庄村、六平地村、张公铺村和大富车村。